# 海尔讷
海尔讷（荷蘭語：Herne，荷蘭語發音：[ˈɦɛrnə]，法語發音：[eʁin]）是比利时弗拉芒大区弗拉芒布拉班特省哈勒-维尔福德区的一个市镇，南与瓦隆大区埃諾省接壤，通行荷蘭語，是弗拉芒社群的一部分，面积44.63平方千米，人口6,643人（2018年1月1日）。